# Alenka Godec
Alenka Godec, född 5 november 1964 i Ljubljana, är en slovensk pop- och jazzsångerska.
1993 deltog Godec i den första slovenska uttagningen (EMA) till Eurovision Song Contest med låten Tisti si ti, och kom på tredjeplats. Hon deltog igen 2001, där hon i finalen kom på tredjeplats med låten Ce verjameš ali ne. Hon återkom till tävlingen 2003 med låten Poglej me v oči, där hon nådde slutfinalen tillsammans med Nuša Derenda och Karmen Stavec (som vann). Godecs senaste deltagande i tävlingen var 2006 med låten Hočem stran, och hon kom då på elfteplats.

## Album
- Tvoja (1992)
  - Tvoja
  - Sonce si ti
  - Konec je
  - ...In te več ni
  - Igra
  - Objela bi te rada
  - Drugačna
  - Sanje
  - Še čutiš kot prej
  - Pozabi
  - Kar sem s teboj
  - Vzemi me
  - Zahvala
  - Klic dobrote
- Prebujena (1995)
  - Moj prijatelj si
  - Sijaj noči
  - Prebujena
  - Kje si zdaj
  - Zgubljam te
  - Ljubim to ljubezen
  - Pot ljubezni
  - Vse, kar želim
  - Pot za dva
  - Zdaj ga poznam
  - Tisti si ti
- Čas zaceli rane (1997)
- Vse ob pravem času (2000)
- V meni je moč (2002)
- Mesto sanj (2005)
- So najlepše pesmi že napisane (2008)
- So najlepše pesmi že napisane (2009)
- S kotički ust navzgor (2014)
  - Kličem te
  - Jaz te pač zdaj že poznam
  - Preobrat
  - Grem po svoje
  - Nežna pesem
  - S kotički ust navzgor
  - Ne, ne smej se mi
  - Ljubezen gre tako
  - Klic divjine
  - Ne teptaj mi srca
  - Vse je ljubezen (acoustic version)
  - Stisn se k men (feat. Manouche)